# Chromosom Y

Idiogram ludzkiego chromosomu Y

Chromosom Y – jeden z chromosomów płciowych u większości ssaków.
Obecność chromosomu Y wraz z chromosomem X w jądrze komórki determinuje u człowieka płeć męską. Jest to spowodowane obecnością genu SRY na chromosomie Y.
U człowieka chromosom Y składa się z 58 milionów par zasad (58 Mbp) i zawiera 78 genów, co odpowiada około 0,38% całkowitej ilości DNA w ludzkiej komórce. Większość sekwencji ludzkiego chromosomu Y jest specyficzna dla mężczyzn, i tylko niewielkie fragmenty (tzw. region pseudoautosomalny, ok. 3 Mbp) ulegają rekombinacji z homologicznymi fragmentami na chromosomie X. U ludzi chromosom Y oprócz tego, że zawiera gen warunkujący płeć wpływa też na rozwój mózgu.
Istnienie i rola chromosomu Y zostały opisane przez Nettie Stevens w 1905 roku.

## Aberracje chromosomowe
Fenotyp spowodowany disomią chromosomu Y określa się jako zespół XYY (zespół Jacobsa). Mężczyźni z kariotypem 47,XYY zwykle są nieco wyżsi niż przeciętna w populacji i mają normalny poziom testosteronu. 